# 安杰伊·希姆恰克
安杰伊·希姆恰克（波蘭語：Andrzej Szymczak，1948年9月8日—2016年9月6日），波兰男子手球运动员。他曾代表波兰参加1972年和1976年夏季奥林匹克运动会手球比赛，其中1976年奥运会获得一枚铜牌。